# Flowerdale River
Der Flowerdale River ist ein Fluss im Nordwesten des australischen Bundesstaates Tasmanien.

## Geografie

### Flusslauf
Der rund 55 Kilometer lange Flowerdale River entspringt rund drei Kilometer östlich der Siedlung West Takone in der Campbell Range. Von dort fließt er zunächst nach Westen und dann in der Pruana Forest Reserve nach Norden. Bei der Siedlung Kimberleys Hill wendet er seinen Lauf nach Nord-Nordosten bis südlich der Siedlung Boat Harbour am Bass Highway (A2). Dort biegt er erst nach Osten und dann nach Süden ab. Wenig später mündet er bei der Siedlung Flowerdale in den Inglis River.

### Nebenflüsse mit Mündungshöhen
- Hebe River – 161 m
- Hardmans Creek – 152 m
- Borradale Creek – 100 m[1]